# 오렌지 마말레이드 (만화)
오렌지 마말레이드는 대한민국의 만화가 석우가 네이버 웹툰에 매주 일요일 연재하는 웹툰이다. 2011년 2월 5일부터 11월 19일까지 총 40회로 1부를 연재하였고, 12월 3일부터 2012년 7월 21일까지 41회부터 71회까지 2부를 연재하였다. 3부는 2013년 1월 19일부터 시작되어 2013년 12월 29일까지 연재되었으며 이후 2014년 1월 5일 후기를 냄으로써 완결되었다. 웹툰판과 만화 단행본판과는 매체 특성상 부분적으로 차이가 난다.

## 줄거리
인간을 좋아하는 뱀파이어(여자)와 여자를 혐오하는 인간(남자)의 고등학교 청춘 로맨스.

## 등장인물
- 백마리
- 정재민
- 정수리
- 도우미
- 똘똘이
- 오로라
- 마리의 부모님
- 백요셉
- 조아라
- 유채린
- 한시후